# Choerotricha
Choerotricha is een geslacht van vlinders van de familie spinneruilen (Erebidae), uit de onderfamilie Lymantriinae.

## Soorten
- C. atrosquamata Walker, 1866
- C. biflava Holloway, 1976
- C. indistincta Rothschild, 1920